# Albie Reisz
Albie Reisz (Lorain, 29 novembre 1917 – 1º maggio 1985) è stato un giocatore di football americano statunitense che ha giocato nel ruolo di quarterback  nella National Football League (NFL). Al college giocò a football alla Southern Louisiana University.

## Carriera professionistica
Reisz giocò per tre stagioni nei Cleveland/Los Angeles Rams della NFL dal 1944 al 1946, partendo come titolare in tutte le gare della sua stagione da rookie. Oltre che come quarterback, giocò anche in difesa, facendo registrare 5 intercetti in carriera. L'ultima stagione da professionista la disputò nel 1947 coi i Buffalo Bills della All-America Football Conference scendendo in campo in tredici gare.

## Vittorie e premi
Nessuno

## Statistiche
| Yard lanciate     | 923  |
| Touchdown         | 10   |
| Intercetti subiti | 13   |
| Passer rating     | 51,5 |